# Verwaltungsgemeinschaft Oppach-Beiersdorf
Die Verwaltungsgemeinschaft Oppach-Beiersdorf  ist eine sächsische Verwaltungsgemeinschaft im Landkreis Görlitz. Sie liegt im äußersten Westen des Landkreises, zirka 13 km südwestlich der Stadt Löbau und 17 km südlich von Bautzen. Im Süden grenzt das Gemeinschaftsgebiet an die Tschechische Republik, welche hier im Fugauer Zipfel weit ins deutsche Gebiet ragt.

## Die Gemeinden mit ihren Ortsteilen
- Oppach mit den Ortsteilen Oppach, Fuchs, Eichen, Picka und Lindenberg.
- Beiersdorf mit den Ortsteilen Gebirge, Neulauba, Schmiedenthal, Zeile und Zwenke